# Нойштадтська літературна премія
Но́йштадтська міжнаро́дна літерату́рна пре́мія (англ. Neustadt International Prize for Literature) — премія за досягнення в області літератури, вручається один раз на два роки. Заснована у 1969 році. Спонсорами премії є Університет Оклахоми і його міжнародний літературний журнал World Literature Today. Вручається не за одну певну роботу автора, а за весь творчий доробок.

## Вибір переможця
Кандидати відбираються журі, до складу якого входять щонайменше сім членів. Вибір не обмежується географічним критерієм, мовою або жанром.
Нойштадтська літературна премія — єдина міжнародна літературна нагорода подібного масштабу, заснована в США. Вона також є однією з декількох міжнародних нагород, що однаково можуть бути присуджені поетам, романістам, драматургам тощо.

## Лауреати
| Рік  | Ім'я                     | Країна                 | Мова          |
| ---- | ------------------------ | ---------------------- | ------------- |
| 1970 | Джузеппе Унгаретті       | Італія                 | італійська    |
| 1972 | Габрієль Гарсія Маркес   | Колумбія               | іспанська     |
| 1974 | Франсіс Понж             | Франція                | французька    |
| 1976 | Елізабет Бішоп           | США                    | англійська    |
| 1978 | Чеслав Мілош             | Польща                 | польська      |
| 1980 | Йозеф Шкворецький        | Чехословаччина/ Канада | чеська        |
| 1982 | Октавіо Пас              | Мексика                | іспанська     |
| 1984 | Пааво Хаавікко           | Фінляндія              | фінська       |
| 1986 | Макс Фріш                | Швейцарія              | німецька      |
| 1988 | Раджа Рао                | Індія/ США             | англійська    |
| 1990 | Томас Транстремер        | Швеція                 | шведська      |
| 1992 | Жуан Кабрал де Мело Нето | Бразилія               | португальська |
| 1994 | Едвард Камау Брейтвейт   | Барбадос               | англійська    |
| 1996 | Ассія Джебар             | Алжир                  | французька    |
| 1998 | Нуруддін Фарах           | Сомалі                 | англійська    |
| 2000 | Девід Малуф              | Австралія              | англійська    |
| 2002 | Альваро Мутіс            | Колумбія               | іспанська     |
| 2004 | Адам Загаєвський         | Польща                 | польська      |
| 2006 | Кларібель Алегрія        | Нікарагуа/ Сальвадор   | іспанська     |
| 2008 | Патрісія Гейс            | Нова Зеландія          | англійська    |
| 2010 | До До                    | КНР                    | китайська     |
| 2012 | Рохінтон Містрі          | Індія/ Канада          | англійська    |
| 2014 | Міа Коуту                | Мозамбік               | португальська |
| 2016 | Дубравка Угрешич         | Хорватія/ Нідерланди   | хорватська    |
| 2018 | Едвідж Дантіка           | США                    | англійська    |
| 2019 | Ісмаїл Кадаре            | Албанія                | албанська     |